# Албанское национальное возрождение
Албанское национальное возрождение (алб. Rilindja Kombëtare Shqiptare) — название движения, которое привело к формированию национального самосознания албанцев, и в конечном счете, к созданию современного албанского народа.

## Албания в составе Османской империи
К концу 1571 года турки берут под полный контроль всю территорию современной Албании. Горный север Албании сохранил определённую автономию. Власть там принадлежала советам старейшин во главе с байрактарами — Хранителями Знамени. В Албании постепенно распространяется ислам.
В составе империи Албания обладала достаточной автономией. Земли, населённые албанцами, в 1835 были разделены на эйялеты Янина и Румелия, во главе которых ставились чиновники из Константинополя. Позже, в 1846 году, были созданы пашалыки в Монастире (до 1877 года) и Ускибе (до 1863 года). После 1865 года Стамбул повторно разделил албанские земли между вилайетами Шкодер, Янина (с 1867), Битола (Монастир) и Косово (с 1877).
Из-за того, что большинство албанцев были мусульманами, как и турки-османы, на протяжении XIX века в Албании не было национального движения подобного греческому, румынскому, болгарскому или сербскому. Зарождение политического албанского движение можно отнести к 1870-м годам.
После русско-турецкой войны 1877—1878 годов, по плану Сан-Стефанского мирного договора, земли, населённые албанцами, должны были быть разделены между Сербией, Черногорией и Болгарией. Это вселило значительную тревогу во многих албанцев и способствовало албанскому национальному движению.
Весной 1878 года в Константинополе, албанцы, в том числе Абдюль Фрашери и Абеддин-паша создали Албанский Янинский комитет, который выступал за право албанцев создать свою автономию в составе Оттоманской империи. Абдюль написал проект Декларации об автономии Албании, которая была принята во время работы Призренской лиги летом того же года.

## Начало национального движения
В конце XIX века албанские интеллектуалы начали создавать единый албанский литературный язык и требовать его использования в школах. В 1879 году в Константинополе Сами Фрашери основал Общество албанской книги и письма, членами которого были как мусульмане, так и католики с православными. Наим Фрашери, известный албанский поэт также присоединился к обществу, и писал и редактировал книги и учебники по албанскому языку.
После свержения султана Абдул-Хамида II в июле 1908 года появились албанские школы, возникли газеты и политические клубы, особенно на юге страны. В ноябре 1908 в Монастире (Битоль) состоялся национальный конгресс, обсудивший вопрос о национальной автономии и едином албанском алфавите на основе латиницы. Стремясь расширить контроль над горцами, младотурками был принят т. н. закон о бандах (1909); запрещалось ношение оружия, вводилось наказание палками и др. Такой подход возмутил даже албанских мусульман.
По сравнению с другими балканскими национальными движениями где религиозная идентичность играла большую роль, в албанском национальном движении не было религиозной составляющей. Албанцы были разделены между четырьмя религиозными конгрегациями (сунниты, бекташи, православные и католики). Незаметная религиозность албанцев породила известную фразу Пашко Васа Шкодрани, что «подлинная религия албанцев — быть албанцами».
В 1909 году в Албании вспыхнуло восстание.

## Восстание
В мае 1909 года состоялась карательная экспедиция турецких войск против албанцев в Косове.
В апреле-августе 1910 года турецкими войсками зверски подавлено Албанское восстание в Косове. Турецкие власти объявили все албанские национальные организации вне закона, закрыли албанские школы и печатные издания.
Весной 1911 года албанские националисты подготовили новое восстание, которое должно было охватить всю страну. Программой восстания стало требование автономии (т. н. Красная книга). Но албанские национальные организации на севере Албании были спровоцированы на преждевременное выступление правительством Черногории, которое рассчитывало использовать восстание в своих интересах. Между тем в южной и центральной Албании восстание началось слишком поздно. Использовав это, младотурецкое правительство подкупом и угрозами склонило часть его руководителей к соглашению, пообещав незначительные льготы для албанцев (в школьном образовании, в военной службе, в налогообложении).
В марте 1912 года в Албании вспыхнуло новое восстание крестьян в северных горных районах, распространившееся затем на южную и центральную Албанию.
8 октября 1912 года началась Первая Балканская война. Войска Черногории пересекли черногоро-турецкую границу в Албании. В ноябре 1912 года в Бухаресте состоялось совещание албанских эмигрантов, которое приняло решение о созыве Всеалбанского конгресса и избрании Временного правительства Албании. В это же время сербские войска, разбив турок в Македонии, вступили на территорию Албании и заняли г. Эльбасан. Греческие войска высадили десант в городе Влера.
28 ноября 1912 года части сербского Ибарского отряда занял Дуррес и при содействии 1А — Тирану в Албании. В этот же день во Влёре Всеалбанским конгрессом была провозглашена декларация независимости Албании. Ключевой фигурой в принятии декларации был Исмаил Кемали. Он сформировал правительство независимой Албании 28 ноября 1912 года. Исмаил Кемаль возглавлял правительство Албании с 1912 до 1914 года.